# Partit Hongarès dels Treballadors
El Partit Hongarès dels Treballadors (en hongarès Magyar Dolgozók Pártja; MDP) fou el partit comunista governant del 1948 a 1956, format de la fusió del Partit Comunista Hongarès i el Partit Socialdemòcrata.

## Història
El MDP es va crear en el Congrés d'Unitat del 13 al 14 de juny de 1948 a Budapest, després que el 12 de juny es celebraren simultàniament els darrers IV Congrés del Partit Comunista i el 37è Congrés del Partit Socialdemòcrata. En aquest, es va escollir a Árpád Szakasits com a president i aMátyás Rákosi com a Secretari General.
La creació del MDP va completar la consolidació del règim comunista a Hongria, que es va proclamar República Popular. A les eleccions a l'Assemblea del 15 de maig de 1949, el partit i els seus aliats del Front d'Independència Popular Hongarès van rebre el 95,6% dels vots.
A nivell intern, es va desenvolupar una purga ideologica tant per part de l'oposició i aliats com a dins del partit, incloent figures prominents com László Rajk, Árpád Szakasits, János Kádár o Gyula Kállai.
Per altra banda,el partit va impulsar l'estakhanovisme, la creació accelerada de la indústria pesant, la cooperativització de l'agricultura, l'expulsió de l'Església catòlica de la vida pública i la nacionalització de tots els sectors de l'economia. A costa de grans esforços i amb l'ajuda de l'URSS, es van construir 65 grans instal·lacions industrials, es van reparar o construir infraestructures per tot el país, incloent carreteres, canals o ciutats com Dunaújváros.
No obstant això, l'economia ja havia començat el seu declivi: els costos de producció i transport van augmentar, els preus van pujar i els salaris van baixar. La introducció de subministraments obligatoris a l'agricultura va comportar una caiguda de la producció, una reducció dels cultius i una escassetat de productes
Els errors dels plans d'industrialització i els canvis a l'URSS després de la mort de Stalin van fer que al ple de la direcció central del 27 al 28 de juny de 1953, Rákosi fos durament criticat i destituït del govern, conservant, de moment, el paper de Primer Secretari. Al capdavant del govern seria substituït per Imre Nagy, un reformista que declararia l'amnistia, aturaria grans projectes industrials, destinant els recursos a desenvolupar les indústries lleugeres i alimentàries, es va alleujar la pressió sobre l'agricultura, es van reduir els preus dels aliments i els aranzels per a la població.
Tot i el canvi, ajudats per les pressions soviètiques i les posicions de poder, el sector de Rákosi va aconseguir al març de 1955 recuperar el poder i apartar a Nagy. Tanmateix, la desestalinització a l'URSS i la pròpia insatisfacció popular van debilitar a la seva facció, i el 21 de juliol el ple del Partit va destituir definitivament a Rákosi, sent substituït per Ernő Gerö. La crisi política al país va esclatar en la Revolució hongaresa de 1956, provocant novament canvis en el partit, que faria retornar a Nagy al capdavant del govern i escolliria a János Kádár com a nou Primer Secretari. En aquest context, finalment el partit va ser reorganitzat amb el nom de Partit Socialista Hongarès dels Treballadors.

## Resultats electorals

### Assemblea Nacional
| Any  | Líder         | Vots         | %            | Escons    | +/– | Pos. | Govern  |
| ---- | ------------- | ------------ | ------------ | --------- | --- | ---- | ------- |
| 1949 | Mátyás Rákosi | dins del MFN | dins del MFN | 285 / 402 | 285 | 1r   | Majoria |
| 1953 | Mátyás Rákosi | dins del MFN | dins del MFN | 206 / 298 | 79  | = 1r | Majoria |

## Líders del MDP

### Secretaris Generals
|   | Foto                                               | Nom                       | Mandat               | Mandat               | Càrrec            |
| - | -------------------------------------------------- | ------------------------- | -------------------- | -------------------- | ----------------- |
| 1 |                                                    | Mátyás Rákosi (1892–1971) | 12 de juny de 1948   | 18 de juliol de 1956 | Secretari General |
| 1 | Primer Secretari (a partir del 28 de juny de 1953) | Mátyás Rákosi (1892–1971) | 12 de juny de 1948   | 18 de juliol de 1956 |                   |
| 2 |                                                    | Ernő Gerő (1898–1980)     | 18 de juliol de 1956 | 25 d'octubre de 1956 |                   |
| 3 |                                                    | János Kádár (1912–1989)   | 25 d'octubre de 1956 | 31 d'octubre de 1956 |                   |

### President
|   | Foto | Nom                         | Mandat             | Mandat             | Notes                                                                        |
| - | ---- | --------------------------- | ------------------ | ------------------ | ---------------------------------------------------------------------------- |
| 1 |      | Árpád Szakasits (1888–1965) | 12 de juny de 1948 | 24 d'abril de 1950 | Com a President (1948–1949) i President del Consell Presidencial (1949–1950) |

## Congressos
| Congrés          | Dates                             | Notes |
| ---------------- | --------------------------------- | --- |
| Congrés d'Unitat | 13 i 14 de juny de 1948           | Fundació del partit a partir de la fusió del Partit Comunista i el Partit Socialdemòcrata                                                                           |
| II. Congrés      | 28 de febrer al 2 de març de 1951 | Es revisen les xifres objectius del 1r Pla Quinquenal (1950-1954)                                                                                                   |
| III. Congrés     | 24 al 30 de maig de 1954          | Anàlisi dels resultats del 1r Pla Quinquenal, i s'aproven el objectius pel 2n Pla Quinquenal (1955-1959). Alhora, es va debatre entorn del Front Popular Patriòtic. |